# Strongyloïdiasis
Strongyloidiasis (klemtoon op de middelste i) is in de geneeskunde de aandoening veroorzaakt door het dragen van de parasiet Strongyloides stercoralis, een nematode (rondworm) met een vrij complexe levenscyclus. De volwassen worm is ca 3 mm lang, de larven meten ongeveer een tiende daarvan.

## Levenscyclus

Levenscyclus

Strongyloides is een ongewone parasiet die zowel een parasitaire als een vrijlevende vorm kent. In de parasitaire cyclus bevinden zich vrouwelijke wormen in oppervlakkige weefsellagen van de dunne darm. Er lijken geen parasitaire mannetjes te bestaan. De parasitaire vrouwtjes produceren parthenogenetisch larven die met de ontlasting de darm verlaten en weer uitgroeien tot twee verschillende vormen: nieuwe parasitaire vormen en vrijlevende vormen. De laatste voltooien hun ontwikkeling in de bodem en groeien op tot vrouwtjes en mannetjes, die paren, en sommige van de nieuwe wormen ontwikkelen zich weer tot de parasitaire vorm, andere tot de vrijlevende vorm. Deze vrijlevende vormen zijn dus een belangrijk reservoir in de natuur van waaruit steeds weer nieuwe besmettingen optreden. De parasitaire vormen infecteren de nieuwe gastheer door zich door de huid te boren. Ze migreren naar de longen via de bloedbaan, en bereiken de maag door te worden opgehoest en ingeslikt. In de dunne darm rijpen ze dan weer tot parasitaire vrouwtjes.
Bij mensen kan soms ook een auto-infectiecyclus optreden. Bij chronische constipatie is de verblijftijd van de larven in de darm weleens zo lang dat rijping van de larven al in de darm kan optreden en deze larven kunnen dan via de wand van de dikke darm in de bloedbaan terechtkomen en weer naar de longen migreren, etc. Onder deze omstandigheden kan er snel een grote wormlast ontstaan.
Omdat de wormen in het weefsel van de darm leven en vaak in grote aantallen voorkomen kunnen ze tot significante klachten leiden, maar dit hoeft niet.

## Verspreiding
Vooral tropische en subtropische gebieden. Iemand die de infectie heeft kan deze door zelfbesmetting in stand houden, ook bij verhuizing naar een gematigder klimaat.

## Symptomen
Symptomen zijn vaak afwezig; soms treden allergische reacties op in de huid en/of de longen met hoest en jeuk, ook kan buikpijn en/of wisselende diarree optreden.

## Behandeling
Behandeling is vrij eenvoudig met een aantal middelen tegen parasitaire wormen, zoals ivermectine, albendazol en thiabendazool mogelijk.

## Diagnose
Bij het stellen van de diagnose is de voornaamste moeilijkheid er aan te denken; in Nederland is de ziekte zeldzaam. De diagnose kan worden gesteld door het vinden van de larven in ontlasting of wormen uit monsters die genomen zijn van de darminhoud in de eerste delen van de dunne darm.